# BTS World: Original Soundtrack
BTS World: Original Soundtrack  — саундтрек південнокорейського хлопчачого гурту BTS спеціально для мобільної гри «BTS World». Вийшов 28 червня 2019 року на лейблі Big Hit Entertainment за підтримки Take One Company і kakao M.

## Передумови й реліз
27 червня 2019 року стало відомо, що офіційний саундтрек до гри BTS World буде містити 14 композицій: три сингли, фонову музику і сім сольних тем для кожного учасника. Було також оголошено, що на сингл «Heartbeat» буде випущений відеокліп.

## Сингли
Всього в підтримку саундтреку було випущено чотири сингли: «Dream Glow», «A Brand New Day», «All Night» і «Heartbeat».

## Список пісень
| #     | Назва                                | Автор      | Продюсер(и)        | Тривалість |
| ----- | ------------------------------------ | ---------- | ------------------ | ---------- |
| 1.    | «Heartbeat»                          |            | DJ Swivel          | 4:13       |
| 2.    | «Dream Glow» (з Charli XCX)          |            | Stargate           | 3:07       |
| 3.    | «A Brand New Day» (з Зарою Ларссон)  |            | Mura Masa          | 3:25       |
| 4.    | «All Night» (з Juice Wrld)           |            | РМ Powers Pleasant | 3:36       |
| 5.    | «Captain»                            |            | Минкук             | 3:19       |
| 6.    | «Cake Waltz»                         |            | Мінкук             | 3:44       |
| 7.    | «Shine»                              | Чон        | Мінкук             | 3:52       |
| 8.    | «Not Alone»                          |            | Мінкук             | 3:45       |
| 9.    | «Friends»                            | Чон        | Мінкук             | 3:36       |
| 10.   | «Wish»                               | Мінкук     | Мінкук             | 3:57       |
| 11.   | «Flying»                             | Skylar Nam | Мінкук             | 3:36       |
| 12.   | «LaLaLa»                             |            | Мінкук             | 3:11       |
| 13.   | «You Are Here» (у виконанні Лі Хьон) |            | Мінкук             | 3:36       |
| 14.   | «You Are Here» (instrumental)        |            | Мінкук             | 3:36       |
| 50:27 |                                      |            |                    |            |

## Чарти
BTS World: Original Soundtrack став першим корейським саундтреком в історії, який дебютував в Billboard Top Soundtrack Chart. Альбом також досяг вершини Gaon Album Chart.
| Чарт (2019)                                        | Найвища позиція |    |
| -------------------------------------------------- | --------------- | -- |
| Аргентина (CAPIF)                                  | 15              |    |
| Австралія (ARIA)                                   | 55              |    |
| Австрія Austrian Albums (Ö3 Austria)               | 16              | 16 |
| Бельгія Belgian Albums (Ultratop Flanders)         | 19              | 19 |
| Бельгія Belgian Albums (Ultratop Wallonia)         | 48              | 48 |
| Канада Canadian Albums (Billboard)                 | 58              | 58 |
| Данія Danish Albums (Hitlisten)                    | 37              | 37 |
| Нідерланди Dutch Albums (MegaCharts)               | 24              | 24 |
| Фінляндія Finnish Albums (Suomen virallinen lista) | 16              | 16 |
| Франція (SNEP)                                     | 16              |    |
| Німеччина German Albums (Offizielle Top 100)       | 7               | 7  |
| Угорщина Hungarian Albums (MAHASZ)                 | 9               | 9  |
| Італія (FIMI)                                      | 38              |    |
| Японія Japanese Albums (Oricon)                    | 4               | 4  |
| Нова Зеландія (RMNZ)                               | 16              |    |
| Польща Polish Albums (ZPAV)                        | 2               | 2  |
| Шотландія Scottish Albums (OCC)                    | 91              | 91 |
| Південна Корея (GAON)                              | 1               |    |
| Іспанія (PROMUSICAE)                               | 1               |    |
| Швейцарія Swiss Albums (Schweizer Hitparade)       | 6               | 6  |
| США Billboard 200                                  | 26              | 26 |
| США (Top Soundtracks) (Billboard)                  | 2               |    |
| США (World Albums) (Billboard)                     | 1               |    |

## Продажі та сертифікації
| Країна         | Продажі | Сертифікація |
| -------------- | ------- | ------------ |
| Південна Корея | 500,000 | 2×Платина    |